# Erich Kamp
Pour les articles homonymes, voir Kamp.
Erich Kamp (né le 10 octobre 1938 à Schwelm et mort le 7 septembre 1992 à Ennepetal) est un homme politique allemand et membre du Landtag de Rhénanie-du-Nord-Westphalie (SPD).

## Biographie
Après l'école primaire, il complète un apprentissage de mécanicien de véhicules automobiles. En 1962, Kamp devient membre du SPD. Il est représenté dans de nombreux organes du parti. Il rejoint le syndicat gastronomique-plaisir-restaurants en 1958. Il fait partie du comité d'entreprise chez le fabricant de biscottes Brandt à Haspe.

## Parlementaire
Du 28 mai 1975 au 31 mars 1989, Kamp est membre du Landtag de Rhénanie-du-Nord-Westphalie. Il est élu dans les 121e et 126e circonscriptions Arrondissement d'Ennepe-Ruhr I. Au cours de la dixième législature, il démissionne du Landtag pour des raisons de santé. En 1981, Johannes Rau est fait chevalier de l'ordre du Mérite de la République fédérale d'Allemagne pour ses services à la politique locale et nationale.
De 1970 à 1979, Erich Kamp est membre du conseil municipal d'Ennepetal et à partir de 1979 membre du conseil de l'arrondissement d'Ennepe-Ruhr.